# Biserica de lemn din Comănești-Cioplești

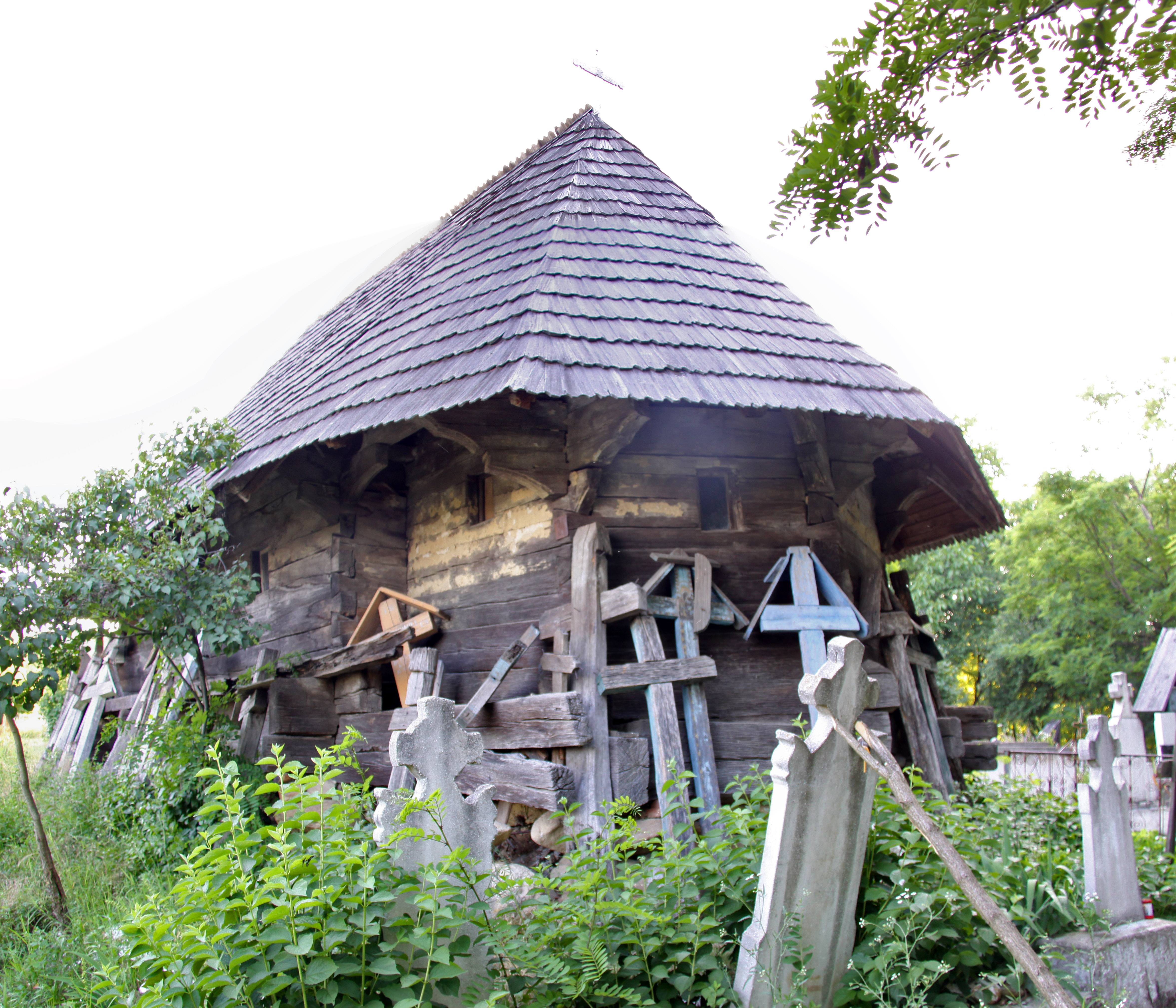
Biserica de lemn din Comăneşti-Ciopleşti, foto: 2009.

Biserica de lemn din Comănești-Cioplești, cu hramul „Înălțarea Domnului” a fost ridicată în jurul anului 1740 în cimitirul Cioplești din cătunul Comănești, astăzi cuprins în localitatea Pojogeni, suburbie a orășelului Târgu Cărbunești. Biserica se află pe noua listă a monumentelor istorice din județul Gorj sub codul LMI:  GJ-II-m-B-09402.

## Istoric
Conform datelor de arhivă, biserica de lemn a fost ridicată în anul 1740, în mahalaua megieșească Dulumițești, în fostul sat Comănești. Astăzi este cunoscută de biserica din cimitirul Cioplești sau „la Bița”. Datarea ei din 1796 în lista monumentelor istorice provine din inscripția unei icoane și nu datează biserica propiu zisă.

## Imagini din exterior

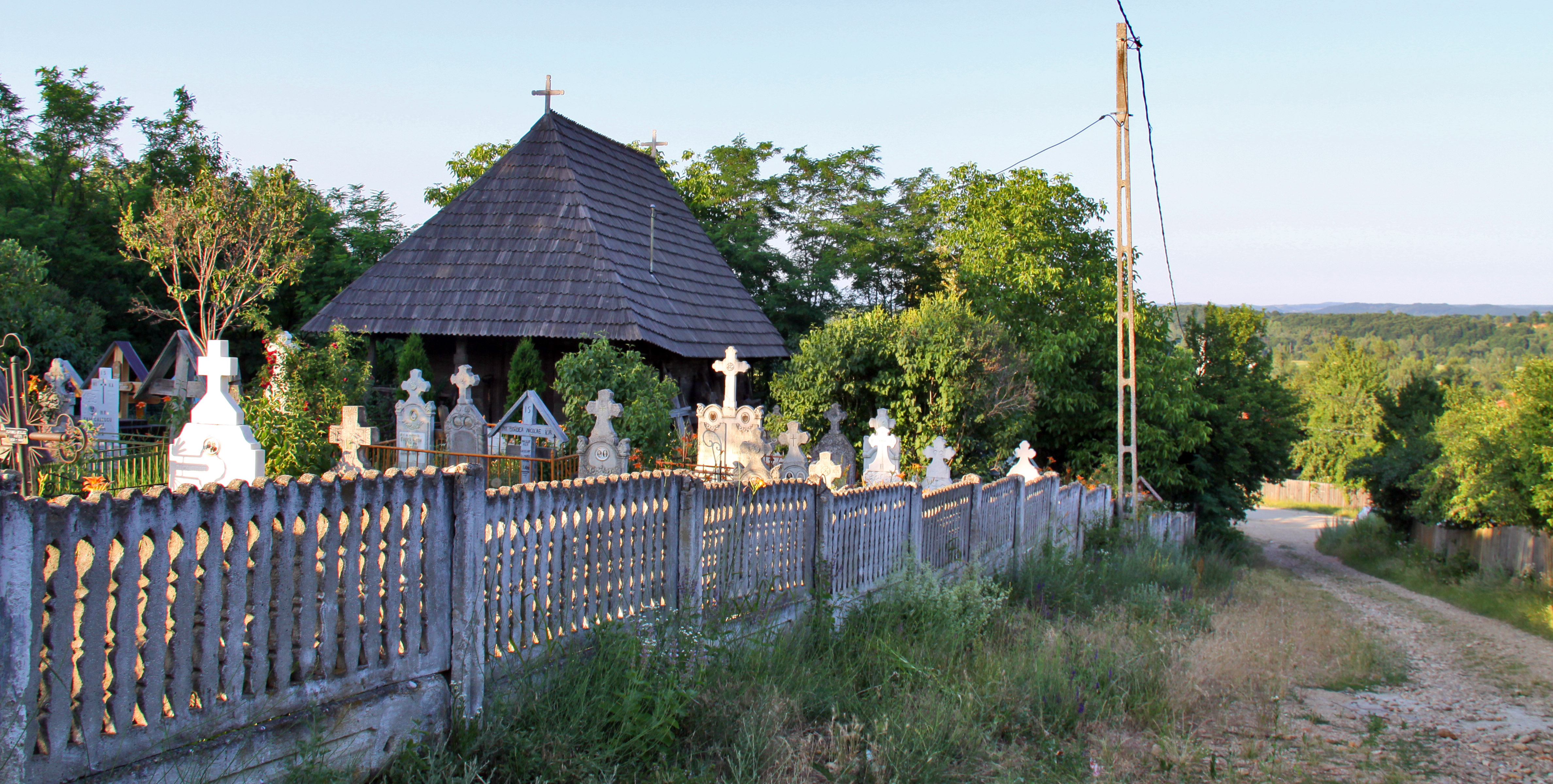
din drum
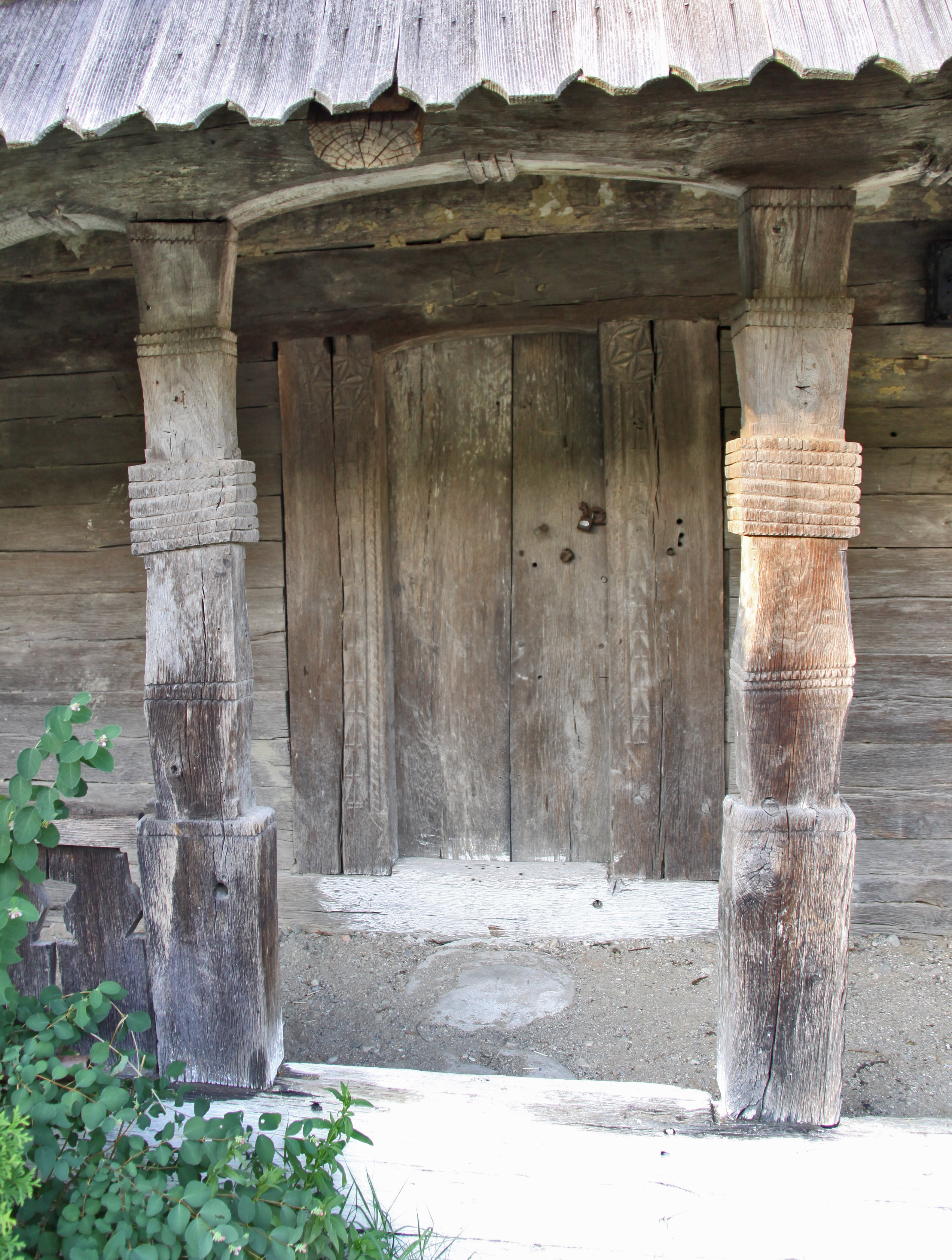
intrare
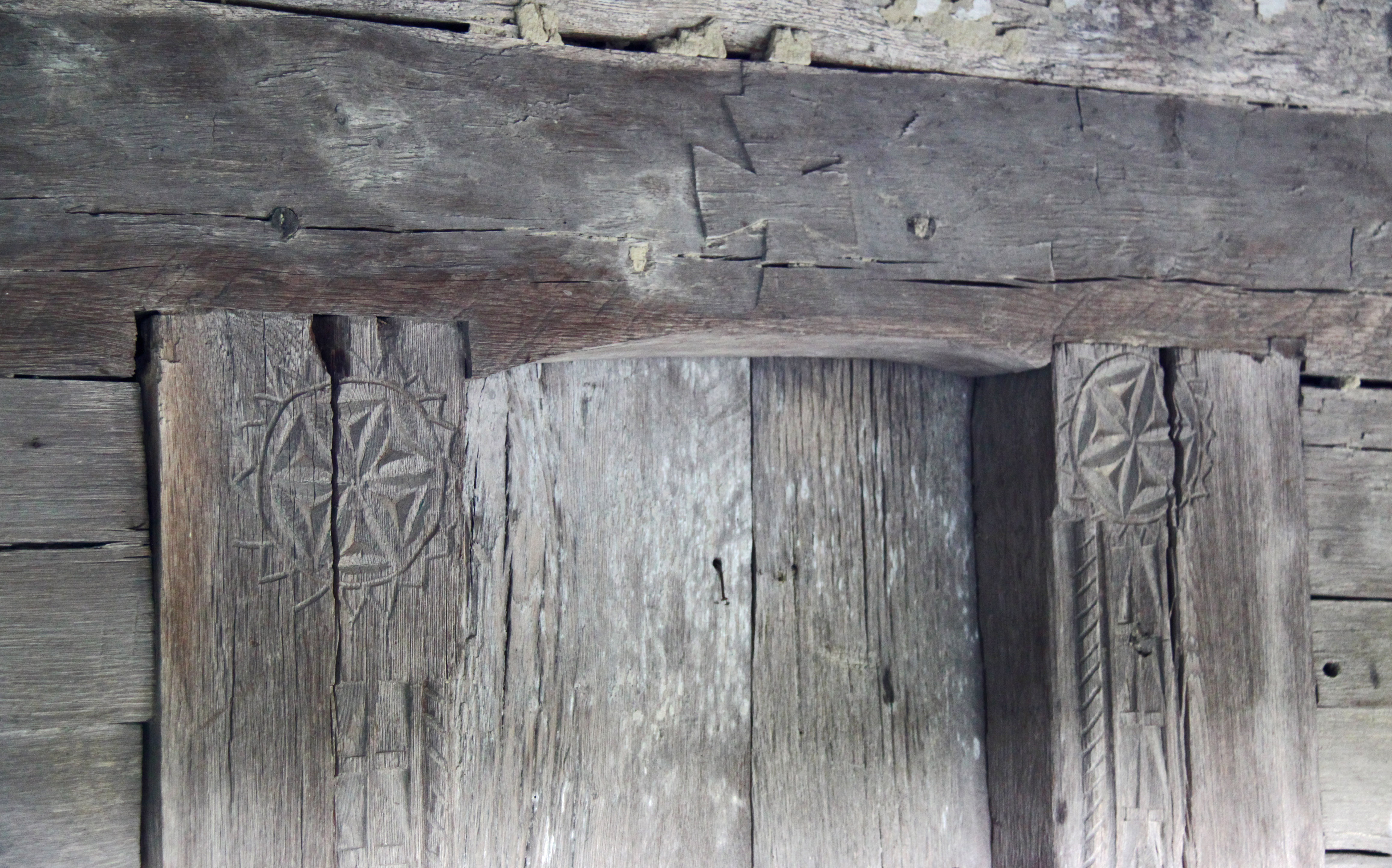
detalii portal